# Васильева, Татьяна Николаевна
Татьяна Николаевна Васильева (род. 17 августа 1977 года, Новосибирск) — российская виолончелистка.

## Биография
Начала музыкальные занятия в 6 лет. В 1984—1989 гг. училась в Специальной музыкальной школе у профессора Евгения Нилова, затем окончила Центральную музыкальную школу при Московской консерватории (1995, класс Марии Журавлёвой) и Мюнхенскую Высшую школу музыки (1998, класс Вальтера Нотаса, диплом с отличием). В 1998—2003 гг. совершенствовала своё мастерство в Берлинской высшей школе музыки имени Эйслера у Давида Герингаса.
В 1992 г. удостоена второй премии на Международном юношеском конкурсе имени Чайковского. В дальнейшем становилась лауреатом ещё нескольких международных конкурсов, из которых наиболее значителен Международный конкурс виолончелистов Мстислава Ростроповича (2001, Гран-при). В 2004 г. стала обладательницей французской премии «Виктуар де ля мюзик» в номинации «Зарубежный исполнитель — открытие года», а в 2005 г. — Молодёжной премии «Триумф».

## Творческая деятельность
Татьяна Васильева активно гастролирует по всему миру и выступает как сольно, так и с известными оркестрами, среди которых Национальный филармонический оркестр России, Лондонский симфонический оркестр, Национальный оркестр Франции, Оркестр Парижа, оркестр Тонхалле, Немецкий симфонический оркестр Берлина, Новый Японский филармонический оркестр; среди дирижёров, под управлением которых ей довелось выступать, — Клаудио Аббадо, Владимир Спиваков, Дмитрий Китаенко, Юрий Темирканов, Василий Синайский, Валерий Гергиев. В ансамбле партнёрами Васильевой были в разное время Виктор Третьяков, Юрий Башмет, Денис Мацуев, Гидон Кремер, Максим Венгеров, Байба Скриде, Пауль Бадура-Шкода. Особенно тесное творческое содружество связывает Татьяну Васильеву с солистами Берлинского филармонического оркестра: в 2007 году она создала Берлинский филармонический струнный квинтет, с успехом гастролирующий по всему миру. Васильева постоянно участвует в наиболее значительных международных музыкальных фестивалях, среди которых «Пражская весна», Эдинбургский фестиваль, «Безумный день» (Нант), фестивали в Вервье (Швейцария), Локенхаусе (Австрия), Кронберге (Германия), Кольмаре (Франция).
В 2001 г. выпустила первый диск с музыкой Стравинского, Дебюсси, Бриттена и Дютийё (звукозаписывающая фирма «Naxos»). Среди записей Васильевой преобладают камерные: произведения для виолончели соло (в том числе Шесть сюит Иоганна Себастьяна Баха, сонаты Золтана Кодаи и Эжена Изаи) чередуются с сочинениями для виолончели и фортепиано, в широком диапазоне от сонат Шопена, Шуберта и Алькана до произведений Кайи Саариахо и Марко Строппы. В настоящее время, однако, готовится к выходу осуществлённая Васильевой в Варшаве запись виолончельного концерта Кшиштофа Пендерецкого (дирижёр Антоний Вит).
Искусство Васильевой высоко оценено критикой:

Музыка двадцатого века едва ли не лучше всего удается виолончелистке. Три года назад в финале конкурса Мстислава Ростроповича, победительницей которого она стала, Татьяна Васильева играла Концертную симфонию Сергея Прокофьева, в то время как большинство других участников исполняли романтические концерты Дворжака и Шумана. Есть в ней определённая стать, воля, сила, ощущение стального стержня, подходящее для бескомпромиссной музыки советских композиторов. А вот чего в ней, вопреки изящной внешности, нет — так это женской манерности и суетливости. Она играет как мужчина, что среди музыкантов небезосновательно считается большим достоинством. (Варвара Турова, «Коммерсантъ»)

В 2006 году и 2010 году виолончелистка принимала участие в ежегодном международном музыкальном фестивале «Crescendo».